# 河合町 (栃木市)
河合町（かわいちょう）は、栃木県栃木市の地名。郵便番号は328-0041。
　

## 地理
栃木地区南部に位置し、東は旭町・城内町、西は境町、南は沼和田町、北は室町と接している。

## 世帯数と人口
2017年（平成29年）8月31日現在の世帯数と人口は以下の通りである。
| 町丁   | 世帯数  | 人口  |
| ------ | ------- | ----- |
| 河合町 | 105世帯 | 227人 |

## 施設
公共
- 栃木警察署栃木駅前交番

商業
- ウエルシア栃木駅前店
- 東武トラベル栃木支店
- JAしもつけ本店

## 交通

### バス
関東自動車
■國學院線
- 栃木駅 - 境町

栃木市営生活バス
■星野御岳山線・■出流観音線
- 栃木駅 - 境町

蔵の街観光バス
■蔵の街循環「のらっせ号」
- (1) 栃木駅前 - (2) JA前 - (3) 柏戸医院前

### 道路
主要地方道
- 栃木県道11号栃木藤岡線（蔵の街大通り）
- 栃木県道31号栃木小山線（都市計画道路樋ノ口河合線、通称：河合新道）

一般県道
- 栃木県道153号南小林栃木線
- 栃木県道213号栃木停車場線（蔵の街大通り）

## 小・中学校の学区
市立小・中学校に通う場合、学区は以下の通りとなる。
| 番地 | 小学校                 | 中学校               |
| ---- | ---------------------- | -------------------- |
| 全域 | 栃木市立栃木中央小学校 | 栃木市立栃木西中学校 |